# Terra di nessuno (Philip Dröge)
Terra di nessuno (titolo originale in lingua olandese: Moresnet, opkomst en ondergang van een vergeten buurlandje) 
è un reportage storico del giornalista olandese Philip Dröge, pubblicato nei Paesi Bassi nel 2016. 

## Contenuti
Il libro ricostruisce le vicende del piccolo territorio neutrale chiamato Moresnet esistito ai confini tra il Belgio e la Germania tra il 1816 e il 1919. Oltre a descrivere gli eventi storici che hanno portato Moresnet ad essere un paradosso 
giuridico nel cuore dell'Europa per più di un secolo, l'autore descrive anche le vite della popolazione e di alcune 
personalità di spicco. Si parla per esempio di Renè Pelsser e delle difficoltà che ha dovuto affrontare per potersi sposare a causa 
del non ben definito status giurico degli abitanti della zona. Jean-Louis Moury, un noto truffatore e ladro dell'epoca, che 
rappresenta solo uno dei molti delinquenti che sono riusciti a farla franca trasferendosi a Moresnet. Si racconta la vicenda 
della ricca famiglia Mosselman e dei relativi interessi economici intorno alla miniera di zinco. Si parla anche dei diversi tentativi 
di far diventare Moresnet uno stato indipendente sia attraverso l'emissione di francobolli nonché cercando di rendere 
l'esperanto la lingua ufficiale della zona. Al termine della prima guerra mondiale Moresnet diventa definitivamente 
parte del Belgio. 
Per ogni capitolo l'autore fornisce una dettagliata lista delle fonti che ha utilizzato per descrivere le diverse situazioni specificando, di volta in volta, dove si è permesso di romanzare una determinata situazione. Questo accade molto raramente nel 
libro perché alcuni dialoghi che si potrebbe ipotizzare essere inventati, sono in realtà fedeli resoconti che l'autore 
riporta da fonti quali giornali dell'epoca, atti giudiziari, diari privati, ecc.

## Edizioni
- Philip Dröge, Terra di nessuno, traduzione di Andrea Costa, Keller, 2016 e 2020 (edizione italiana),  p. 265, ISBN 978-88-99911-64-5.